# ATP Buenos Aires 2006 - Qualificazioni singolare
Le qualificazioni del singolare  dell'ATP Buenos Aires 2006 sono state un torneo di tennis preliminare per accedere alla fase finale della manifestazione. I vincitori dell'ultimo turno sono entrati di diritto nel tabellone principale. In caso di ritiro di uno o più giocatori aventi diritto a questi sono subentrati i lucky loser, ossia i giocatori che hanno perso nell'ultimo turno ma che avevano una classifica più alta rispetto agli altri partecipanti che avevano comunque perso nel turno finale.
Le qualificazioni del torneo ATP Buenos Aires 2006 prevedevano 32 partecipanti di cui 4 sono entrati nel tabellone principale.

## Teste di serie
1. Rubén Ramírez Hidalgo (ultimo turno)
2. Nicolás Almagro (primo turno)
3. Albert Portas (Qualificato)
4. Vasilīs Mazarakīs (primo turno)

1. Alessio Di Mauro (secondo turno)
2. Olivier Patience (primo turno)
3. Daniel Köllerer (primo turno)
4. Sergio Roitman (primo turno)

## Qualificati
1. Éric Prodon
2. Martín Vassallo Argüello

1. Albert Portas
2. Fabio Fognini

## Tabellone

### Legenda
| - Q = Qualificato - WC = Wild card - LL = Lucky loser | - ALT = Alternate - SE = Special Exempt - PR = Protected Ranking | - w/o = Walkover - r = Ritirato - d = Squalificato |

### Sezione 1
|  | Primo turno       | Primo turno           | Primo turno           | Primo turno | Primo turno |  |  | Secondo turno | Secondo turno         | Secondo turno         | Secondo turno | Secondo turno |   |   | Ultimo turno | Ultimo turno          | Ultimo turno | Ultimo turno | Ultimo turno |  |
|  |                   |                       |                       |             |             |  |  |               |                       |                       |               |               |   |   |              |                       |              |              |              |  |
|  | 1                 | Rubén Ramírez Hidalgo | Rubén Ramírez Hidalgo | 7           | 7           |  |  |               |                       |                       |               |               |   |   |              |                       |              |              |              |  |
|  |                   | Giovanni Lapentti     | Giovanni Lapentti     | 6(3)        | 5           |  |  | 1             | Rubén Ramírez Hidalgo | Rubén Ramírez Hidalgo | 6             | 6             |   |   |              |                       |              |              |              |  |
|  | Agustin Tarantino | Agustin Tarantino     | 4                     | 6           | 6           |  |  |               | Agustin Tarantino     | Agustin Tarantino     | 2             | 3             |   |   |              |                       |              |              |              |  |
|  | Santiago Ventura  | Santiago Ventura      | 6                     | 4           | 4           |  |  |               |                       |                       |               |               |   |   | 1            | Rubén Ramírez Hidalgo | 6            | 5            | 2            |  |
|  | Éric Prodon       | Éric Prodon           | Éric Prodon           | 7           | 7           |  |  |               |                       |                       | Éric Prodon   | 4             | 7 | 6 |              |                       |              |              |              |  |
|  | Júlio Silva       | Júlio Silva           | Júlio Silva           | 5           | 5           |  |  |               | Éric Prodon           | 6                     | 1             | 6             |   |   |              |                       |              |              |              |  |
|  | 5                 | Alessio Di Mauro      | Alessio Di Mauro      | 6           | 6           |  |  | 5             | Alessio Di Mauro      | 1                     | 6             | 4             |   |   |              |                       |              |              |              |  |
|  |                   | Leonardo Mayer        | Leonardo Mayer        | 2           | 2           |  |  |               |                       |                       |               |               |   |   |              |                       |              |              |              |  |

### Sezione 2
|  | Primo turno           | Primo turno              | Primo turno | Primo turno | Primo turno |  |  | Secondo turno            | Secondo turno            | Secondo turno | Secondo turno | Secondo turno |   |   | Ultimo turno             | Ultimo turno             | Ultimo turno             | Ultimo turno | Ultimo turno |  |
|  |                       |                          |             |             |             |  |  |                          |                          |               |               |               |   |   |                          |                          |                          |              |              |  |
|  |                       | Martín Vassallo Argüello | 6           | 4           | 7           |  |  |                          |                          |               |               |               |   |   |                          |                          |                          |              |              |  |
|  | 2                     | Nicolás Almagro          | 4           | 6           | 5           |  |  | Martín Vassallo Argüello | Martín Vassallo Argüello | 6             | 6(4)          | 6             |   |   |                          |                          |                          |              |              |  |
|  | Juan Martín Aranguren | Juan Martín Aranguren    | 2           | 7           | 6           |  |  | Juan Martín Aranguren    | Juan Martín Aranguren    | 4             | 7             | 1             |   |   |                          |                          |                          |              |              |  |
|  | Máximo González       | Máximo González          | 6           | 5           | 3           |  |  |                          |                          |               |               |               |   |   | Martín Vassallo Argüello | Martín Vassallo Argüello | Martín Vassallo Argüello | 6            | 6            |  |
|  | Gorka Fraile          | Gorka Fraile             | 6           | 5           | 6           |  |  |                          |                          | Gorka Fraile  | Gorka Fraile  | Gorka Fraile  | 4 | 4 |                          |                          |                          |              |              |  |
|  | Daniel Gimeno Traver  | Daniel Gimeno Traver     | 2           | 7           | 4           |  |  | Gorka Fraile             | Gorka Fraile             | 6             | 5             | 7             |   |   |                          |                          |                          |              |              |  |
|  |                       | Eduardo Schwank          | 2           | 7           | 6           |  |  | Eduardo Schwank          | Eduardo Schwank          | 4             | 7             | 5             |   |   |                          |                          |                          |              |              |  |
|  | 7                     | Daniel Köllerer          | 6           | 5           | 3           |  |  |                          |                          |               |               |               |   |   |                          |                          |                          |              |              |  |

### Sezione 3
|  | Primo turno      | Primo turno      | Primo turno      | Primo turno | Primo turno |  |  | Secondo turno   | Secondo turno   | Secondo turno  | Secondo turno | Secondo turno |      |   | Ultimo turno | Ultimo turno  | Ultimo turno | Ultimo turno | Ultimo turno |  |
|  |                  |                  |                  |             |             |  |  |                 |                 |                |               |               |      |   |              |               |              |              |              |  |
|  | 3                | Albert Portas    | Albert Portas    | 6           | 2           |  |  |                 |                 |                |               |               |      |   |              |               |              |              |              |  |
|  |                  | Damián Patriarca | Damián Patriarca | 2           | 2r          |  |  | 3               | Albert Portas   | Albert Portas  | 6             | 6             |      |   |              |               |              |              |              |  |
|  | Francesco Aldi   | Francesco Aldi   | 6                | 3           | 6           |  |  |                 | Francesco Aldi  | Francesco Aldi | 4             | 4             |      |   |              |               |              |              |              |  |
|  | Alejandro Fabbri | Alejandro Fabbri | 4                | 6           | 3           |  |  |                 |                 |                |               |               |      |   | 3            | Albert Portas | 6(3)         | 7            | 6            |  |
|  | Marco Mirnegg    | Marco Mirnegg    | Marco Mirnegg    | 6           | 6           |  |  |                 |                 |                | Marco Mirnegg | 7             | 6(4) | 4 |              |               |              |              |              |  |
|  | Diego Junqueira  | Diego Junqueira  | Diego Junqueira  | 1           | 4           |  |  | Marco Mirnegg   | Marco Mirnegg   | 4              | 6             | 6             |      |   |              |               |              |              |              |  |
|  |                  | Diego Hartfield  | Diego Hartfield  | 6           | 7           |  |  | Diego Hartfield | Diego Hartfield | 6              | 0             | 3             |      |   |              |               |              |              |              |  |
|  | 8                | Sergio Roitman   | Sergio Roitman   | 4           | 5           |  |  |                 |                 |                |               |               |      |   |              |               |              |              |              |  |

### Sezione 4
|  | Primo turno        | Primo turno        | Primo turno        | Primo turno | Primo turno |  |  | Secondo turno      | Secondo turno      | Secondo turno      | Secondo turno | Secondo turno |   |   | Ultimo turno    | Ultimo turno    | Ultimo turno    | Ultimo turno | Ultimo turno |  |
|  |                    |                    |                    |             |             |  |  |                    |                    |                    |               |               |   |   |                 |                 |                 |              |              |  |
|  |                    | Carlos Cuadrado    | Carlos Cuadrado    | 6           | 7           |  |  |                    |                    |                    |               |               |   |   |                 |                 |                 |              |              |  |
|  | 4                  | Vasilīs Mazarakīs  | Vasilīs Mazarakīs  | 3           | 6(5)        |  |  | Carlos Cuadrado    | Carlos Cuadrado    | Carlos Cuadrado    | 6             | 6             |   |   |                 |                 |                 |              |              |  |
|  | Cristian Villagran | Cristian Villagran | Cristian Villagran | 6           | 7           |  |  | Cristian Villagran | Cristian Villagran | Cristian Villagran | 2             | 4             |   |   |                 |                 |                 |              |              |  |
|  | Nicolas Devilder   | Nicolas Devilder   | Nicolas Devilder   | 2           | 6(6)        |  |  |                    |                    |                    |               |               |   |   | Carlos Cuadrado | Carlos Cuadrado | Carlos Cuadrado | 5            | 2            |  |
|  | Tomas Tenconi      | Tomas Tenconi      | Tomas Tenconi      | 6           | 6           |  |  |                    |                    | Fabio Fognini      | Fabio Fognini | Fabio Fognini | 7 | 6 |                 |                 |                 |              |              |  |
|  | Lionel Noviski     | Lionel Noviski     | Lionel Noviski     | 2           | 2           |  |  | Tomas Tenconi      | Tomas Tenconi      | 7                  | 5             | 3             |   |   |                 |                 |                 |              |              |  |
|  |                    | Fabio Fognini      | 2                  | 6           | 6           |  |  | Fabio Fognini      | Fabio Fognini      | 5                  | 7             | 6             |   |   |                 |                 |                 |              |              |  |
|  | 6                  | Olivier Patience   | 6                  | 0           | 1           |  |  |                    |                    |                    |               |               |   |   |                 |                 |                 |              |              |  |